# Världscupen i alpin skidåkning 1986/1987
Världscupen i alpin skidåkning 1986/1987 inleddes i Las Leñas, Argentina den 15 augusti 1986 för herrarna. Efter de inleddande tävlingarna följde ett uppehåll till slutet av november 1986. Damerna startade sin säsong i Park City den 29 november 1986. Säsongen avslutades i Sarajevo den 22 mars 1987. Vinnare av totala världscupen blev Maria Walliser och Pirmin Zurbriggen.

## Tävlingskalender

### Herrar

#### Störtlopp
| Datum            | Ort                                   | Etta                           | Tvåa                           | Trea                                           |
| ---------------- | ------------------------------------- | ------------------------------ | ------------------------------ | ---------------------------------------------- |
| 15 augusti 1986  | Las Leñas (ARG)                       | Peter Müller (Schweiz)         | Karl Alpiger (Schweiz)         | Franz Heinzer (Schweiz)                        |
| 16 augusti 1986  | Las Leñas (ARG)                       | Pirmin Zurbriggen (Schweiz)    | Leonhard Stock (Österrike)     | Franz Heinzer (Schweiz) Peter Müller (Schweiz) |
| 5 december 1986  | Val d’Isère (Frankrike)               | Pirmin Zurbriggen (Schweiz)    | Markus Wasmeier (Västtyskland) | Michael Mair (Italien)                         |
| 13 december 1986 | Val Gardena (Italien)                 | Rob Boyd (Kanada)              | Michael Mair (Italien)         | Markus Wasmeier (Västtyskland)                 |
| 4 januari 1987   | Laax (Schweiz)                        | Franz Heinzer (Schweiz)        | Peter Wirnsberger (Österrike)  | Erwin Resch (Österrike)                        |
| 10 januari 1987  | Garmisch-Partenkirchen (Västtyskland) | Pirmin Zurbriggen (Schweiz)    | Michael Mair (Italien)         | Peter Müller (Schweiz)                         |
| 17 januari 1987  | Wengen (Schweiz)                      | Markus Wasmeier (Västtyskland) | Karl Alpiger (Schweiz)         | Franz Heinzer (Schweiz)                        |
| 25 januari 1987  | Kitzbühel (Österrike)                 | Pirmin Zurbriggen (Schweiz)    | Erwin Resch (Österrike)        | Peter Müller (Schweiz)                         |
| 28 februari 1987 | Furano (Japan)                        | Peter Müller (Schweiz)         | Marc Girardelli (Luxemburg)    | Michael Mair (Italien)                         |
| 7 mars 1987      | Aspen (USA)                           | Pirmin Zurbriggen (Schweiz)    | Daniel Mahrer (Schweiz)        | Karl Alpiger (Schweiz)                         |
| 14 mars 1987     | Nakiska (Kanada)                      | Peter Müller (Schweiz)         | Franz Heinzer (Schweiz)        | Daniel Mahrer (Schweiz)                        |

#### Super-G
| Datum           | Ort                                   | Etta                           | Tvåa                        | Trea                        |
| --------------- | ------------------------------------- | ------------------------------ | --------------------------- | --------------------------- |
| 6 december 1986 | Val d’Isère (Frankrike)               | Markus Wasmeier (Västtyskland) | Robert Erlacher (Italien)   | Marc Girardelli (Luxemburg) |
| 11 januari 1987 | Garmisch-Partenkirchen (Västtyskland) | Markus Wasmeier (Västtyskland) | Pirmin Zurbriggen (Schweiz) | Alberto Ghidoni (Italien)   |
| 1 mars 1987     | Furano (Japan)                        | Marc Girardelli (Luxemburg)    | Pirmin Zurbriggen (Schweiz) | Leonhard Stock (Österrike)  |
| 8 mars 1987     | Aspen (USA)                           | Pirmin Zurbriggen (Schweiz)    | Richard Pramotton (Italien) | Peter Roth (Västtyskland)   |
| 15 mars 1987    | Nakiska (Kanada)                      | Marc Girardelli (Luxemburg)    | Pirmin Zurbriggen (Schweiz) | Leonhard Stock (Österrike)  |

#### Storslalom
| Datum            | Ort                         | Etta                        | Tvåa                        | Trea                           |
| ---------------- | --------------------------- | --------------------------- | --------------------------- | ------------------------------ |
| 30 november 1986 | Sestriere (Italien)         | Richard Pramotton (Italien) | Hubert Strolz (Österrike)   | Pirmin Zurbriggen (Schweiz)    |
| 14 december 1986 | Alta Badia (Italien)        | Richard Pramotton (Italien) | Alberto Tomba (Italien)     | Oswald Tötsch (Italien)        |
| 15 december 1986 | Alta Badia (Italien)        | Joël Gaspoz (Schweiz)       | Richard Pramotton (Italien) | Markus Wasmeier (Västtyskland) |
| 19 december 1986 | Kranjska Gora (Jugoslavien) | Joël Gaspoz (Schweiz)       | Robert Erlacher (Italien)   | Richard Pramotton (Italien)    |
| 13 januari 1987  | Adelboden (Schweiz)         | Pirmin Zurbriggen (Schweiz) | Marc Girardelli (Luxemburg) | Hubert Strolz (Österrike)      |
| 20 januari 1987  | Adelboden (Schweiz)         | Pirmin Zurbriggen (Schweiz) | Joël Gaspoz (Schweiz)       | Ingemar Stenmark (Sverige)     |
| 15 februari 1987 | Todtnau (Västtyskland)      | Pirmin Zurbriggen (Schweiz) | Marc Girardelli (Luxemburg) | Markus Wasmeier (Västtyskland) |
| 22 mars 1987     | Sarajevo (Jugoslavien)      | Marc Girardelli (Luxemburg) | Joël Gaspoz (Schweiz)       | Rudolf Nierlich (Österrike)    |

#### Slalom
| Datum            | Ort                            | Etta                         | Tvåa                            | Trea                         |
| ---------------- | ------------------------------ | ---------------------------- | ------------------------------- | ---------------------------- |
| 29 november 1986 | Sestriere (Italien)            | Ingemar Stenmark (Sverige)   | Jonas Nilsson (Sverige)         | Richard Pramotton (Italien)  |
| 16 december 1986 | Madonna di Campiglio (Italien) | Ivano Edalini (Italien)      | Ingemar Stenmark (Sverige)      | Joël Gaspoz (Schweiz)        |
| 20 december 1986 | Kranjska Gora (Jugoslavien)    | Bojan Križaj (Jugoslavien)   | Rok Petrovič (Jugoslavien)      | Ingemar Stenmark (Sverige)   |
| 21 december 1986 | Hinterstoder (Österrike)       | Armin Bittner (Västtyskland) | Bojan Križaj (Jugoslavien)      | Oswald Tötsch (Italien)      |
| 18 januari 1987  | Wengen (Schweiz)               | Joël Gaspoz (Schweiz)        | Dietmar Köhlbichler (Österrike) | Bojan Križaj (Jugoslavien)   |
| 25 januari 1987  | Kitzbühel (Österrike)          | Bojan Križaj (Jugoslavien)   | Mathias Berthold (Österrike)    | Armin Bittner (Västtyskland) |
| 14 februari 1987 | Le Markstein (Frankrike)       | Ingemar Stenmark (Sverige)   | Armin Bittner (Västtyskland)    | Günther Mader (Österrike)    |
| 21 mars 1987     | Sarajevo (Jugoslavien)         | Grega Benedik (Jugoslavien)  | Bojan Križaj (Jugoslavien)      | Didier Bouvet (Frankrike)    |

#### Alpin kombination
| Datum               | Ort                   | Etta                        | Tvåa                           | Trea                                    |
| ------------------- | --------------------- | --------------------------- | ------------------------------ | --------------------------------------- |
| 17, 18 januari 1987 | Wengen (Schweiz)      | Pirmin Zurbriggen (Schweiz) |                                | Endast en åkare räknades på prispallen  |
| 25 januari 1987     | Kitzbühel (Österrike) | Pirmin Zurbriggen (Schweiz) | Andreas Wenzel (Liechtenstein) | Endast två åkare räknades på prispallen |

### Damer

#### Störtlopp
| Datum            | Ort                     | Etta                      | Tvåa                               | Trea                               |
| ---------------- | ----------------------- | ------------------------- | ---------------------------------- | ---------------------------------- |
| 12 december 1986 | Val d’Isère (Frankrike) | Michela Figini (Schweiz)  | Maria Walliser (Schweiz)           | Heidi Zurbriggen (Schweiz)         |
| 13 december 1986 | Val d’Isère (Frankrike) | Laurie Graham (Kanada)    | Maria Walliser (Schweiz)           | Catherine Quittet (Frankrike)      |
| 10 januari 1987  | Mellau (Österrike)      | Beatrice Gafner (Schweiz) | Maria Walliser (Schweiz)           | Sieglinde Winkler (Österrike)      |
| 16 januari 1987  | Pfronten (Västtyskland) | Michela Figini (Schweiz)  | Regine Mösenlechner (Västtyskland) | Maria Walliser (Schweiz)           |
| 8 mars 1987      | Nakiska (Kanada)        | Michela Figini (Schweiz)  | Laurie Graham (Kanada)             | Regine Mösenlechner (Västtyskland) |
| 13 mars 1987     | Vail (USA)              | Sigrid Wolf (Österrike)   | Elisabeth Kirchler (Österrike)     | Pam Fletcher (USA)                 |
| 14 mars 1987     | Vail (USA)              | Sigrid Wolf (Österrike)   | Laurie Graham (Kanada)             | Maria Walliser (Schweiz)           |

#### Super-G
| Datum            | Ort                              | Etta                          | Tvåa                          | Trea                        |
| ---------------- | -------------------------------- | ----------------------------- | ----------------------------- | --------------------------- |
| 14 december 1986 | Val d’Isère (Frankrike)          | Maria Walliser (Schweiz)      | Catherine Quittet (Frankrike) | Vreni Schneider (Schweiz)   |
| 6 januari 1987   | Saalbach-Hinterglemm (Österrike) | Maria Walliser (Schweiz)      | Brigitte Oertli (Schweiz)     | Mateja Svet (Jugoslavien)   |
| 17 januari 1987  | Pfronten (Västtyskland)          | Catherine Quittet (Frankrike) | Traudl Hächer (Västtyskland)  | Marina Kiehl (Västtyskland) |
| 15 mars 1987     | Vail (USA)                       | Marina Kiehl (Västtyskland)   | Anita Wachter (Österrike)     | Sigrid Wolf (Österrike)     |
| 16 mars 1987     | Vail (USA)                       | Maria Walliser (Schweiz)      | Sigrid Wolf (Österrike)       | Anita Wachter (Österrike)   |

#### Storslalom
| Datum            | Ort                               | Etta                                               | Tvåa                             | Trea                             |
| ---------------- | --------------------------------- | -------------------------------------------------- | -------------------------------- | -------------------------------- |
| 29 november 1986 | Park City (USA)                   | Michaela Gerg (Västtyskland)                       | Mateja Svet (Jugoslavien)        | Vreni Schneider (Schweiz)        |
| 6 december 1986  | Waterville Valley (USA)           | Vreni Schneider (Schweiz)                          | Maria Walliser (Schweiz)         | Josée Lacasse (Kanada)           |
| 15 december 1986 | Valzoldana (Italien)              | Maria Walliser (Schweiz)                           | Blanca Fernández Ochoa (Spanien) | Michela Figini (Schweiz)         |
| 5 januari 1987   | Saalbach- Hinterglemm (Österrike) | Vreni Schneider (Schweiz)                          | Mateja Svet (Jugoslavien)        | Maria Walliser (Schweiz)         |
| 18 januari 1987  | Bischofswiesen (Västtyskland)     | Maria Walliser (Schweiz)                           | Vreni Schneider (Schweiz)        | Brigitte Oertli (Schweiz)        |
| 13 februari 1987 | Megève (Frankrike)                | Vreni Schneider (Schweiz)                          | Blanca Fernández Ochoa (Spanien) | Maria Walliser (Schweiz)         |
| 27 februari 1987 | Zwiesel (Västtyskland)            | Maria Walliser (Schweiz)                           | Erika Hess (Schweiz)             | Blanca Fernández Ochoa (Spanien) |
| 22 mars 1987     | Sarajevo (Jugoslavien)            | Vreni Schneider (Schweiz) Maria Walliser (Schweiz) |                                  | Michela Figini (Schweiz)         |

#### Slalom
| Datum            | Ort                                 | Etta                           | Tvåa                           | Trea                                 |
| ---------------- | ----------------------------------- | ------------------------------ | ------------------------------ | ------------------------------------ |
| 30 november 1986 | Park City (USA)                     | Corinne Schmidhauser (Schweiz) | Tamara McKinney (USA)          | Roswitha Steiner (Österrike)         |
| 5 december 1986  | Waterville Valley (USA)             | Erika Hess (Schweiz)           | Brigitte Oertli (Schweiz)      | Karin Buder (Österrike)              |
| 17 december 1986 | Courmayeur (Italien)                | Vreni Schneider (Schweiz)      | Tamara McKinney (USA)          | Brigitte Oertli (Schweiz)            |
| 18 december 1986 | Courmayeur (Italien)                | Tamara McKinney (USA)          | Roswitha Steiner (Österrike)   | Monika Maierhofer (Österrike)        |
| 21 december 1986 | Valzoldana (Italien)                | Erika Hess (Schweiz)           | Brigitte Oertli (Schweiz)      | Claudia Strobl (Österrike)           |
| 4 januari 1987   | Maribor (Jugoslavien)               | Camilla Nilsson (Sverige)      | Vreni Schneider (Schweiz)      | Corinne Schmidhauser (Schweiz)       |
| 11 januari 1987  | Mellau (Österrike)                  | Tamara McKinney (USA)          | Mateja Svet (Jugoslavien)      | Małgorzata Mogore-Tlałka (Frankrike) |
| 14 februari 1987 | Saint-Gervais-les-Bains (Frankrike) | Vreni Schneider (Schweiz)      | Corinne Schmidhauser (Schweiz) | Blanca Fernández Ochoa (Spanien)     |
| 15 februari 1987 | Saint-Gervais-les-Bains (Frankrike) | Corinne Schmidhauser (Schweiz) | Monika Maierhofer (Österrike)  | Erika Hess (Schweiz)                 |
| 28 februari 1987 | Zwiesel (Västtyskland)              | Corinne Schmidhauser (Schweiz) | Erika Hess (Schweiz)           | Roswitha Steiner (Österrike)         |

#### Alpin kombination
| Datum              | Ort                | Etta                      | Tvåa                      | Trea                 |
| ------------------ | ------------------ | ------------------------- | ------------------------- | -------------------- |
| 10-11 januari 1987 | Mellau (Österrike) | Brigitte Oertli (Schweiz) | Vreni Schneider (Schweiz) | Erika Hess (Schweiz) |

## Slutplacering damer
| Placering | Namn                   | Land         | Total Poäng | Störtlopp | Super G | Storslalom | Slalom | Kombination |
| --------- | ---------------------- | ------------ | ----------- | --------- | ------- | ---------- | ------ | ----------- |
| 1         | Maria Walliser         | Schweiz      | 269         | 75        | 82      | 100        | 0      | 12          |
| 2         | Vreni Schneider        | Schweiz      | 262         | 23        | 41      | 100        | 78     | 20          |
| 3         | Brigitte Oertli        | Schweiz      | 206         | 30        | 46      | 38         | 67     | 25          |
| 4         | Erika Hess             | Schweiz      | 169         | 3         | 13      | 53         | 85     | 15          |
| 5         | Michela Figini         | Schweiz      | 162         | 86        | 27      | 49         | 0      | 0           |
| 6         | Tamara McKinney        | USA          | 127         | 0         | 7       | 30         | 90     | 0           |
| 7         | Mateja Svet            | Jugoslavien  | 126         | 0         | 27      | 51         | 48     | 0           |
| 8         | Blanca Fernández-Ochoa | Spanien      | 121         | 0         | 30      | 67         | 24     | 0           |
| 9         | Sigrid Wolf            | Österrike    | 119         | 61        | 35      | 23         | 0      | 0           |
| 10        | Catherine Quittet      | Frankrike    | 118         | 31        | 57      | 30         | 0      | 0           |
|           | Marina Kiehl           | Västtyskland | 118         | 30        | 52      | 36         | 0      | 0           |

## Slutplacering herrar
| Placering | Namn              | Land         | Total Poäng | Störtlopp | Super G | Storslalom | Slalom | Kombination |
| --------- | ----------------- | ------------ | ----------- | --------- | ------- | ---------- | ------ | ----------- |
| 1         | Pirmin Zurbriggen | Schweiz      | 339         | 100       | 85      | 90         | 14     | 50          |
| 2         | Marc Girardelli   | Luxemburg    | 190         | 50        | 65      | 65         | 10     | 0           |
| 3         | Markus Wasmeier   | Västtyskland | 174         | 72        | 50      | 51         | 1      | 0           |
| 4         | Joël Gaspoz       | Schweiz      | 153         | 0         | 0       | 90         | 63     | 0           |
| 5         | Richard Pramotton | Italien      | 139         | 0         | 28      | 85         | 26     | 0           |
| 6         | Ingemar Stenmark  | Sverige      | 134         | 0         | 0       | 49         | 85     | 0           |
| 7         | Leonhard Stock    | Österrike    | 97          | 50        | 42      | 5          | 0      | 0           |
| 8         | Robert Erlacher   | Italien      | 94          | 0         | 44      | 50         | 0      | 0           |
| 9         | Peter Müller      | Schweiz      | 90          | 90        | 0       | 0          | 0      | 0           |
|           | Bojan Križaj      | Jugoslavien  | 90          | 0         | 0       | 0          | 90     | 0           |